# Castropol
Castropol là một đô thị trong cộng đồng tự trị của Công quốc Asturias, Tây Ban Nha.

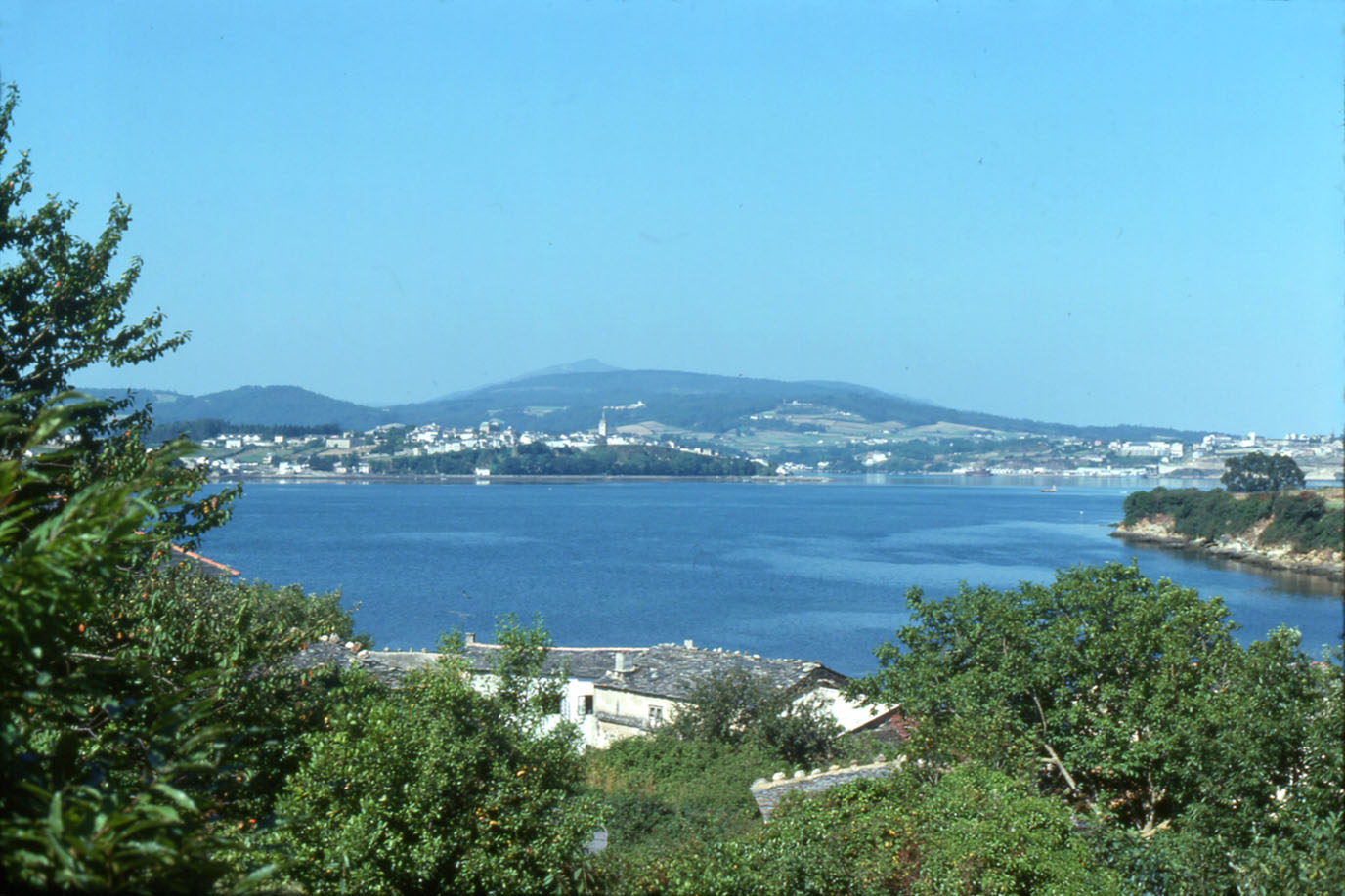
Castropol seen from the east across the Eo river estuary kh. 1975

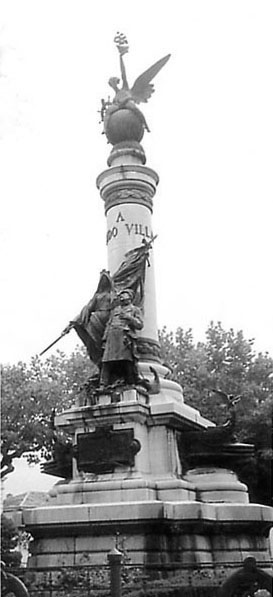
Memorial to Fernando Villaamil erected in 1911 in Castropol